# دار ضيافة هانغ نا
دار ضيافة هانغ نا ويعرف أيضاً بالبيت المجنون هو مبنى غير تقليدي صممه وشيده المهندس المعماري الفيتنامي دانغ فيت في دا لات، فيتنام.